# 迈克·巴蒂斯特
迈克尔·詹姆斯·巴蒂斯特（英語：Michael James Batiste，1977年11月21日—），美国NBA联盟前职业篮球运动员。